# Der Klassiker
Der Klassiker (lit.  "O Clássico"), também chamado de "Clássico Alemão", é o confronto entre o Bayern de Munique e o Borussia Dortmund, os dois clubes de futebol com maior torcida da Alemanha. 
A rivalidade entre os dois vem aumentando muito nessa década. Após estar a beira da falência, o Borussia não teve outra alternativa a não ser pedir 2 milhões de euros ao Bayern que cedeu, assim evitando a falência do compatriota que se recuperou 100% de sua crise ganhando títulos e tendo destaques nas competições nacionais e europeias nos últimos anos.
Os dois são conhecidos pelo mercado de transferências. O time de Munique tem a fama de tirar jogadores dos outros times alemães e o time de Dortmund atualmente é o que mais tem cedido jogadores ao rival. O jogador que teve mais repercussão foi Mario Götze, que teve sua compra anunciada dias antes da grande final da Champions League.

## História

### 1971: Franz Beckenbauer e os 11x1 bávaro

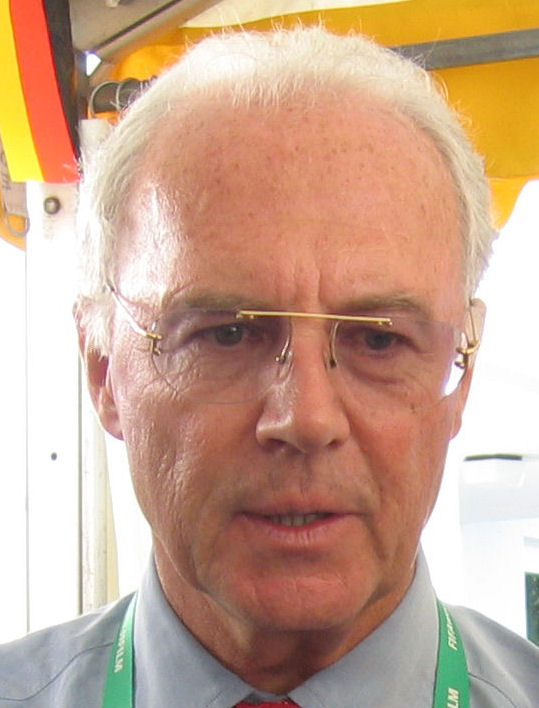
Franz Beckenbauer uma das estrelas da geração de ouro do Bayern

A maior goleada entre as duas equipes acontece em 27 de Novembro de 1971 , sob o comando do técnico polones Udo Lattek, o time bávaro que entrou em campo naquele sábado deixou bem claro o forte time que o polonês tinha formado , com estrelas como Franz Beckenbauer, Gerd Müller e Sepp Maier. Esse era um dos primeiros jogos de entrosamento daquela equipe de ouro, que serviria de base para a Seleção Alemã, que conquistaria a Europa 3 vezes consecutivas 2 anos depois, considerado por muitos o melhor time que o clube da Baviera ja formou.
Gerd Müller abriu o placar aos 11 minutos e ao termíno do 1° tempo o Bayern já estava vencendo por 4x0, aos 9 minutos zagueiro Beckenbauer fez o 6° gol, Dieter Weinkauff diminuiu o placar e Gerd Müller fechou o massacre e deu início a aquele time campeão.

### 1983: Empate histórico
Aconteceu 20 de Maio de 1983, o 4x4 histórico e um dos melhores jogos do clássico, no Signal Iduna Park pela Bundesliga, os dois times sem chances de título fizeram um dos melhores jogos do campeonato naquele ano, aos 3 minutos os bávaros abriram o placar, o Borussia correu atras do resultado e conseguiu empatar antes do final do primeiro tempo, na segunda etapa aos 8 minutos o Bayern voltou à liderança na partida, mas aos 11 minutos os anfitriões novamente empataram, aos 25 os bávaros fizeram mais um gol, nove minutos o time da casa empatou novamente, no minuto seguinte os auri negros viraram o placar e deixaram os torcedores mais tranquilos, porém o jogo ainda não tinha terminado e o artilheiro do Bayern naquele ano Dieter Hoeness empatou o jogo 2 minutos após a virada do Borussia e assim terminou o jogo.

### 1989: Rivalidade agravada
Der Klassiker nunca foi um clássico tão renhido como hoje, tudo começou na final da Supercopa da Alemanha de 1989, a equipe bávara comandada por Klaus Augenthaler tentava seu 3° título da competição, eles já haviam conquistado o seu 12° título da Bundesliga enfrentaram os auri negros de Dortmund liderados por Michael Zorc que tentavam conquistar seu 1° título da competição. O jogo aconteceu em Kaiserslautern, logo aos 21 minutos minutos o time de Munique abriu o placar com Alan McInally, logo o Borussia empatou e tomou mais um gol dois minutos depois, no começo do 2° tempo o time auri negro empatou o jogo e virou para 2x3 e novamente dois minutos após o 3° gol o time bávaro empatou o que levou a crer que iria levar o jogo para os pênaltis, porém aos 43 do segundo tempo o camisa 10 da equipe de Dortmund Andreas Möller surpreendeu a todos ao marcar o gol decisivo, dando a vitória para o Borussia Dortmund e a taça da Supercopa. A partir desse jogo, a rivalidade se concretizou.

### 1998: Primeiro clássico na UEFA Champions League
O primeiro jogo entre as duas equipes válido pela Champions League aconteceu em 18 de Março de 1998 nas quartas de final, no primeiro jogo em Munique o resultado ficou 0x0 levando assim a decisão para o Signal Iduna Park que no tempo normal lambem persistiu o equilíbrio das duas equipes no 0x0 e assim levou o jogo para prorrogação, o time de Dortmund era o atual campeão da competição e aos 4 minutos do primeiro tempo da prorrogação e seguraram a vitória até o apito final, logo foi eliminado pelo Real Madrid que foi campeão daquela edição.

### 2000: 6x2 e o Bayern se sagrando campeão
Na temporada de 2000/2001, a Bundesliga foi marcada pelo equilíbrio na liderança, Bayern de Munique, Borussia Dortmund, Bayer Leverkusen e Schalke 04 tinham chance de título até os últimos jogos, porém os bávaros demonstraram superioridade e venceram a competição naquele ano em um jogo contra o próprio Borussia, no dia 3 de novembro de 2000 na antiga casa do Bayern, no Estádio Olímpico de Munique, os donos da casa golearam por 6x2 o rival.

### 2003-2007: Ajuda ao rival
Na temporada de 2003/2004 o Borussia, campeão da Bundesliga 2 anos antes entrou em um crise financeira sem procedentes por causa das grande e caras contratações que o clube fez, para tentar sair da crise o clube vendeu parte do seu elenco e com isso perdeu a força no cenário nacional.
Isso não foi o suficiente para equilibrar as finanças que chegou à beira da falência do clube até que os Bávaros fizeram um empréstimo de 2 milhões de euros (5,2 Milhões de Reais).
Alem disso os dois clubes organizaram um jogo amistoso e 100% da renda arrecadada foi revertida ao Borussia que finalmente conseguiu se reerguer em 2007.

### 2012: Final da Copa da Alemanha
A final reunia os dois melhores times Alemães da temporada, o Borussia conquistou o Campeonato Nacional e o Bayern chegava a final da Liga dos Campeões da UEFA contra o Chelsea, o ano que marcou o começo de uma das melhores épocas do Borussia, da conquista de vários títulos, o time auri negro goleou o time de Munique por 5x2 sagrando-se campeão da Copa da Alemanha naquele ano.

### 2013: Final da Supercopa da Alemanha
O jogo de 27 de Julho de 2013 no Signal Iduna Park mostrava que aquela decisão não terminaria por ali, o time da casa abriu o placar logo aos 6 minutos com Marco Reus, aos 9 minutos da segunda etapa Robben empata o jogo, porém 3 minutos após o empate, o Borussia fez 2 gols e aos 19 minutos Robben novamente diminui para o time Bávaro e o jogo terminou 4x2. Sendo assim, o time de Dortmund novamente sagrou-se campeão em cima do Bayern.

### 2013: Final da Liga dos Campeões
A final da mais importante da competição europeia de clubes foi decidida por dois alemães em 25 de Maio de 2013, no Estádio de Wembley. Os dois alemães colheram os frutos que eles plantaram ao longo da temporada, chegando a final da Liga dos Campeões eliminando os dois espanhóis Real Madrid e Barcelona. O jogo foi marcado pela compra de Mario Götze, uma das estrelas do time de Dortmund, dois dias antes da final e o mesmo não jogou a final por causa de lesão. No primeiro tempo da partida não houve nenhum gol, já na segunda parte, aos 15 minutos Mandzukic abriu o placar a favor do time bávaro. Sete minutos depois Gündogan converteu pênalti e deixou tudo igual, mas aos 45 do segundo tempo, Arjen Robben, que foi eleito homem do jogo, marcou o gol e deu o título para o time bávaro.

### 2014: Finais de copas
Uma das finais mais emocionante dos últimos anos entre os dois clubes ocorreu na final da Copa da Alemanha de 2014, em 17 de Maio de 2014, onde depois de 0x0 no tempo normal - o Dortmund já tinha marcado um golo durante os 90 minutos erroneamente anulado pela arbitragem - o Bayern conseguiu marcar dois gols na prorrogação assim conseguindo seu 17° título da competição.

O jogo da final da Supercopa da Alemanha de 2014, ocorrido no Signal Iduna Park em 13 de Agosto de 2014, foi marcado por Mario Götze e Robert Lewandowski, ambos ex-jogadores do time, estarem no time adversário. Aos 23 minutos, MKhitaryan abriu o marcador e, aos 16 do segundo tempo, Aubameyang fechou o placar de 2x0, levando ao 6° título do Dortmund na competição.

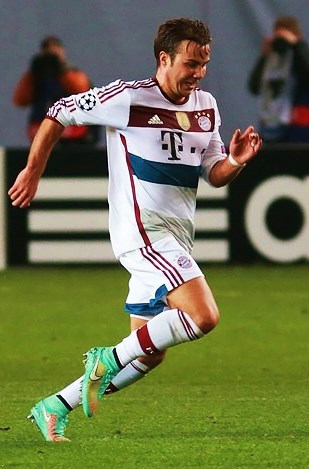
Mario Gotze jogador foi considerado "Judas" pela torcida do Borussia

## Estatísticas
Fonte: [carece de fontes?]
| Competição                | Jogos | Vitória(s) do Bayern | Empate(s) | Vitória(s) do Borussia |
| ------------------------- | ----- | -------------------- | --------- | ---------------------- |
| Bundesliga                | 101   | 47                   | 29        | 25                     |
| Liga dos Campeões da UEFA | 3     | 1                    | 1         | 1                      |
| Copa da Alemanha          | 9     | 5                    | 3         | 1                      |
| Supercopa da Alemanha     | 6     | 3                    | 0         | 3                      |
| Copa da Liga Alemã        | 2     | 2                    | 0         | 0                      |

### Maiores goleadas
- Maior goleada do Bayern de Munique: 11 a 1 em 27 de Novembro 1971
- Maior goleada do Borussia Dortmund: 4x0 1967

## Comparativo de títulos
| Competição               | Bayern de Munique | Borussia Dortmund |
| ------------------------ | ----------------- | ----------------- |
| Bundesliga               | 32                | 8                 |
| Copa da Alemanha         | 20                | 5                 |
| Supercopa da Alemanha    | 10                | 6                 |
| Copa da Liga Alemã       | 6                 | 0                 |
| Recopa Europeia          | 1                 | 1                 |
| Supercopa da UEFA        | 2                 | 0                 |
| Liga Europa da UEFA      | 1                 | 0                 |
| UEFA Champions League    | 6                 | 1                 |
| Mundial/Intercontinental | 4                 | 1                 |
| Total                    | 82                | 22                |

## Recordes

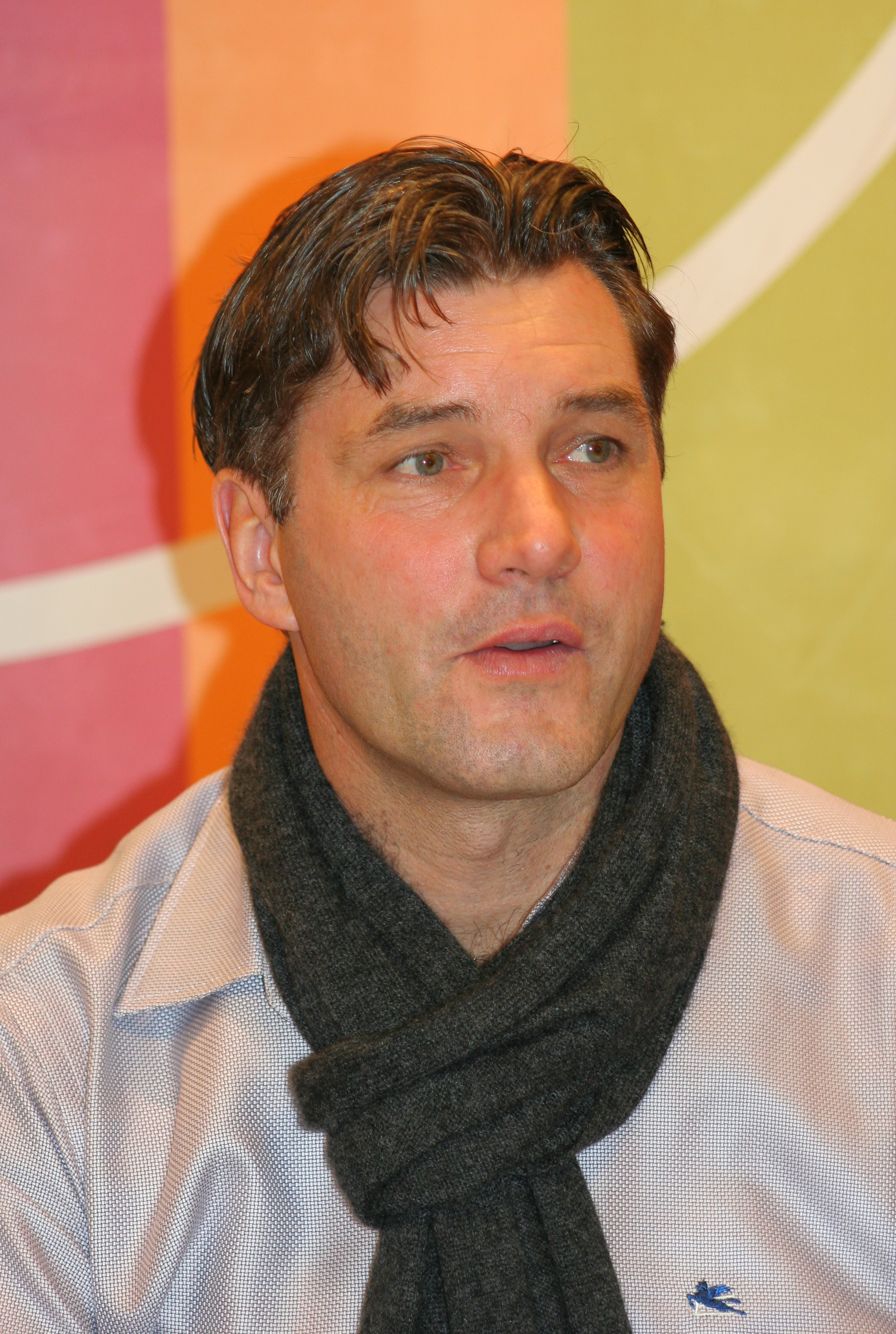
Michael Zorc, o jogador que participou mais vezes do clássico

Jogador que mais jogou o clássico : Michael Zorc ( 31 Jogos )
Jogador que mais marcou gols no clássico : Robert Lewandowski  ( 30 Gols )